# ソマリ人
ソマリ人, ソマリ族 (Somali) は主にアフリカ大陸の東端である「アフリカの角」に住む民族。1,000万人以上の人口を抱えるが、言語（ソマリ語）・文化面（スンナ派のイスラームを信仰）から民族的均一性は非常に高い。しかし民族意識よりも氏族への帰属意識が高いため、氏族権益から同一民族同士で争うことが多々ある。その最たる例が、ソマリア内戦である。

## 主な居住地
- ソマリア
- ジブチ
- ケニア東部（北東州）
- エチオピア南東部（オガデン）

## 遺伝子系図
遺伝子系図の手法により、ソマリ族の由来がいくらか判明している。（ただし、その報告はまだ数報に留まっている。）それによると、アフリカの角と呼ばれるアフリカ北東部に住むソマリ族、エチオピア人、エリトリア人は人種的な関連が深く、その他の周辺地域とはやや孤立している。

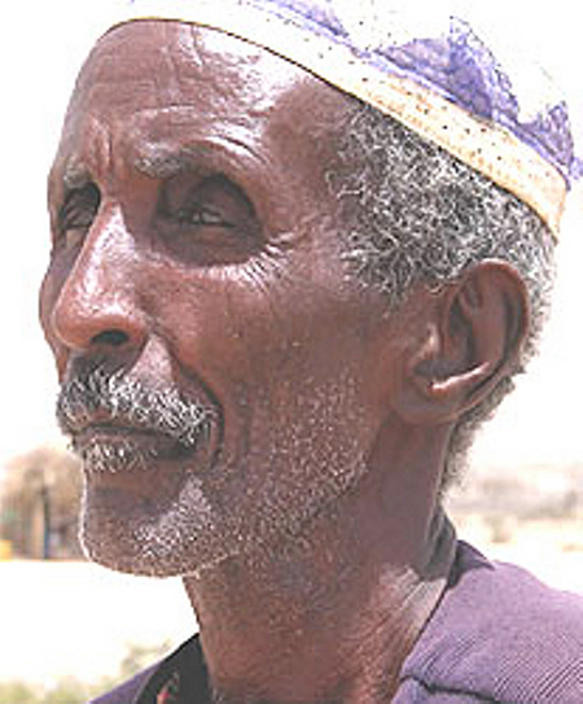
ソマリア人

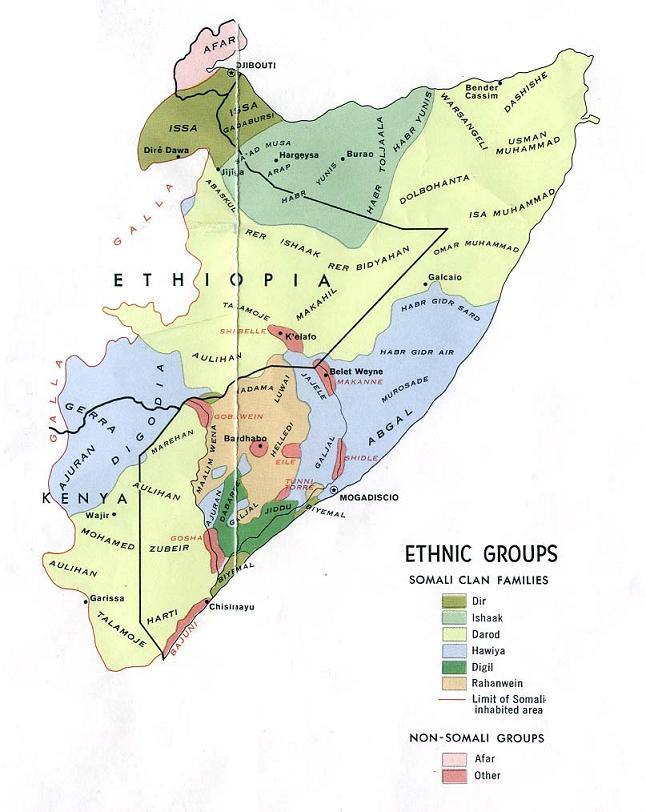
ソマリ族の分布

世界の人種の中で、アフリカ人と非アフリカ人の遺伝的隔たりは大きい。北東アフリカ人はその中間に位置する。北東アフリカ人は南アフリカ人と遺伝子がかなり異なっているため、人類の歴史の比較的初期の段階で分かれたものと考えられる。
ミトコンドリアDNAは母親から遺伝する。これによると、ソマリ族の多くはミトコンドリアDNAM1ハプログループを持つ。リビア、ソマリア、ザンビアの250人のDNA分析によると、M1はサハラ以南ではほとんど見られない。東アフリカ人は20%以上がM1を持ち、北アフリカにも多い。一方、サハラ以南ではL1、L2のみであった。これは、サハラを越えての婚姻がほとんど行われなかったことを示している。
M1を持つ人種は大きくはアフロ・アジア語族に属している。M1はエチオピア人、エジプト民族、リビア人、ベルベル人が持つ遺伝子である。
この他、東アフリカの母系遺伝子は、コーカソイド（いわゆる白人）との関係も強く、ソマリ族の46%がコーカソイド由来の遺伝子を持っているという研究もある。

一方、Y染色体ハプログループE1b1bから、ソマリ族がオロモ人と別れたのは4～5千年前と推定されている。Y染色体ハプログループE1b1bから、エチオピア人、エリトリア人、ベルベル人、地中海沿岸のアラブ人が近い関係にあることが分かっている。77%のソマリ人男性にE1b1b1a1(M78)が見つかっている。これに次いで多いのが、ユーラシア由来のハプログループT (Y染色体) (M70)であり、10%強のソマリ人男性から見つかっている。ハプログループT はアフリカの角、北アフリカ、西南アジアでよく見られる特徴である。。

## 主な氏族
ソマリ人にとって氏族とは、一般的には父系出自集団である。しかしソマリに関する著作を複数持つ高野秀行は、ソマリランド長老院の事務局長から聞いた話として、相手氏族が受け入れてくれる場合には、個人あるいは氏族集団ごと別の氏族に移ることができると説明している
。
- ダロッド
  - アウータブル (Awrtable) , デュルバハンテ (Dhulbahante), ジドワク (Jidwaq) , リールケース (Leelkase) , マジェルテーン, マレハン (Marehan) , オガデン (Ogaden) , ワルサンガリ (Warsangali) .

- ディル (Dir) 
  - アキショ (Akisho) , ビヨマール (Biyomaal) , ガードサン (Gaadsan) , ガダブウルシ (Gadabuursi) , イッサ族 (Issa)  (Ciise).

- ハウィエ
  - アブガール (Abgaal) , アジュラン (Ajuran) , バーディカッデ (Baadicadde) , デゴディア (Degodia) , ドゥドゥブル (Duduble) , ガールジェセル (Gaaljecel) , ガッレ (Garre) , ハバー・ギディル (Habar Gidir) , ハワドレ (Hawadle) , ミュルレ (Murule) ,  (Murusade) , シークハール (Sheekhaal)  (Sheikhal)（ただしシークハールの中には自らをハウィエ氏族でないという者もいる[要出典],   (Silcis) , ワダラーン (Wadalaan) , シャクール (Xaskul) .

- イサック
  - アラプ (Arap) , アヨウプ (Ayoup) , ガーハジス (Garhajis)  (ガーハジスはさらにエダガル (Eidagale) とハバー・ヨーニス (Habar Yoonis) に分かれる), ハバー・アワル (Habar Awal) , ハバー・ジェクロ (Habar Jeclo) .

- ラハンウェイン (Rahanweyn) 
  - ディジル Digil: ダバレ (Dabare) , ガッレ (Garre) .
  - ミリフレ Mirifle: ハダメ (Hadame) , レイサン (Leysan) .

- 少数氏族
  - アシュラーフ (Ashraaf) , ミドガン (Midgan) , リーロー・シャサーン (Reerow-Xassan) , シークハール (Sheekhaal) (ハウィエ氏族でないとすれば), イビル (Yibir) .

## 経済・結婚
居住地が不毛な砂漠地帯であることが多いために牧畜を行うことが多いが、土地が肥えている場所では農業、また都市部では商業を行う者もいる。特にソマリアはラクダの頭数が世界一である。
アイザック・ディネーセン（1885-1962）は、1914年から1931年までケニア（当時の英領東アフリカ）・ナイロビ郊外の丘陵でコーヒー農園を経営したが、その間、彼女の農園にはソマリ族のファラ・アデンという人物が雇い人として働いていた。ディネーセンは『アフリカの日々』（1936年出版）において、ファラの結婚に関連して、「ソマリランドでの婚姻は、適齢期の男女の生まれや財産、身もちの評判について、年配の人たちがいろいろ考えた末に取りきめられる。上流家庭間の結婚では、花嫁と花婿は式の当日まで互いの顔も知らない。しかしソマリ族は弱者をまもることをよしとする民族で、花嫁となる少女を新しい環境のなかで孤立させるようなことはしない。新婚の夫は娘の村に移り住み、結婚後六ｶ月はそこに滞在するのが礼儀とされている。この期間中、新妻は結婚後といえども夫に対して客をもてなす主人役をつとめ、その場所にくわしく、知人も多いという、夫に対する優位をたもちつづける。この同居期間を夫が実行できない場合、花嫁の親族の女たちは花嫁といっしょに夫の住む場所に移って、しばらく生活をともにすることをいとわない。たとえ遠い異国に旅をしなければならない場合でも、これはかわらない」と記している。